# Marcella Silvestri
Marcella Silvestri (Genova, 25 aprile 1961) è una doppiatrice, comica e attrice italiana.
Prolifica doppiatrice attiva principalmente nell'ambito dell'animazione, come attrice è nota soprattutto per il ruolo di Cassandra nella serie comica Sensualità a corte.

## Biografia
Attrice teatrale e televisiva, dal 2004 partecipa in coppia con Marcello Cesena a numerosi sketch all'interno dei programmi della Gialappa's Band, tra cui Dr. House (parodia dell'originale Dr. House - Medical Division) in cui interpreta il personaggio della dottoressa Cuddy e Sensualità a corte, nel quale interpreta Cassandra. Ha avuto inoltre un ruolo nella pellicola di fantascienza 12 12 12.
La sua attività principale è il doppiaggio: ha dato voce al personaggio di Sabrina nell'anime È quasi magia Johnny e ad Harley Quinn in diverse serie di Batman. È anche la voce di Rossana in Rossana, Lady Nera in Sailor Moon, Crilin in Dragon Ball Z, Doremì in Magica Doremì, Hamtaro in Hamtaro, Lamù negli omonimi OAV e Miyu in Vampire Princess Miyu.

## Programmi televisivi
- Mai dire Domenica (2004)
- Mai dire Grande Fratello & Figli (2004)
- Mai dire Lunedì (2005-2006)
- Mai dire Martedì (2007-2008)
- Mai dire Grande Fratello Show (2009)
- Quelli che (2012)
- Rai dire Niùs (2017)
- Mai dire talk (2018)
- GialappaShow (2023)

## Filmografia
- 12 12 12 (2013)

## Doppiaggio

### Cinema
- Delta Burke in Going for broke - Una vita in gioco
- Gabrielle Fitzpatrick in Power Rangers - Il film
- Rio Kanno in Dark Water
- Kandeyce Jorden in Star Maps
- Mindy Smith in Incontri ravvicinati ad Aurora
- Catherine Marchal in Diamond 13
- Bai Ling in Three... Extremes

### Film d'animazione
- Crili nel ridoppiaggio di Dragon Ball - La bella addormentata a Castel DemonioDragon Ball - Il torneo di Miifan, Dragon Ball Z - La vendetta divina, Dragon Ball Z - Il più forte del mondo, Dragon Ball Z - La grande battaglia per il destino del mondo, Dragon Ball Z - La sfida dei guerrieri invincibili, Dragon Ball Z - Il destino dei Saiyan, Dragon Ball Z - L'invasione di Neo Namek, Dragon Ball Z - I tre Super Saiyan, Dragon Ball Z - La storia di Trunks, Dragon Ball Z - Il Super Saiyan della leggenda e Dragon Ball Z - La minaccia del demone malvagio
- Sunset Shimmer in My Little Pony - Equestria Girls, My Little Pony - Equestria Girls - Rainbow Rocks, My Little Pony - Equestria Girls - Friendship Games, My Little Pony - Equestria Girls - Legend of Everfree, My Little Pony - Equestria Girls - Forgotten Friendship, My Little Pony - Equestria Girls - Rollercoaster of Friendship
- Naga in Slayers - Le terme di Mipross, Slayers - L'eredità degli elfi, Slayers - La città dei Golem
- Madoka Akuyama in È quasi magia Johnny: Una difficile scelta (entrambi i doppiaggi), Orange Road The Movie: ...e poi, l'inizio di quella estate... (secondo doppiaggio)
- Doremi Haruzake in Ma che magie Doremì - Il cuore delle streghe, Doredò Doremì - La montagna del non ritorno
- Midori Kuriyama in Detective Conan - L'asso di picche
- Mio Tokiwa in Detective Conan - Trappola di cristallo
- Natsuki Sakai in Detective Conan - Il mago del cielo d'argento
- Minako Akiyoshi in Detective Conan - La strategia degli abissi
- Azusa Enomoto e Miyuki Tabeta in Detective Conan - L'undicesimo attaccante
- Tomoko Suzuki in Detective Conan: Episode "One" - Il detective rimpicciolito
- Morning Glory e Wind Whistler in Mio mini pony - Il film
- Annina in La leggenda del Vento del Nord
- Miki in Borgman 2030: Last Battle
- Chun-Li in Street Fighter II: The Animated Movie
- Badiana in Sailor Moon SS The Movie - Il mistero dei sogni
- Lauren in Pokémon 2 - La forza di uno
- Rui in Castigo Celeste XX Angel Rabbie
- Ere in Oh, mia dea! - The Movie
- Madre di Petrie in Alla ricerca della Valle Incantata 7 - La pietra di fuoco freddo
- Rachel in Z.O.E. 2167 Idolo
- Rosetta in Il barbiere del Re
- Harley Quinn in Batman e Superman - I due supereroi[1]
- Claudia Belucci in Lupin Terzo vs Detective Conan
- Vedova Nera in LEGO Marvel: Sovralimentazione massima
- Chippo in Doraemon - Il film: Le avventure di Nobita e dei cinque esploratori
- Chappeku in Doraemon - Il film: Nobita e la sinfonia della Terra
- Maya in One Piece - La spada delle sette stelle
- Roba in One Piece - I misteri dell'isola meccanica
- Ms Merry Christmas in One Piece - Un'amicizia oltre i confini del mare
- Monkey D. Rufy (bambino) in One Piece Film: Red

### Serie televisive
- Beth Chamberl, Cynthia Watros, Signy Coleman, Shadi Headly e Kim Brockington in Sentieri
- Hayden Panettiere in Ally McBeal
- Mia Corf in OP Center
- Sydney Barrows in Mayflower Madam
- Lauren Blumenfeld in La piccola principessa
- Jemma Redgrave in La tela del ragno
- Jane McLean in Supervulcano
- Anne Marie Loder in Horizon
- Samantha Ferris in Dentro la TV
- Victoria Jackson in Romeo!
- Julia McIlvaine in Normal, Ohio
- Malese Jow in Unfabulous
- Hope Cervantes in Barney
- Khrystyne Haye in Segni particolari: genio
- Hillary Tuck in La squadra del cuore
- Michele Specht in I Hate My 30's
- Raquel Donatelli in Laguna Beach
- Alanna Ubach in Il canto di Natale
- Naomi Watts in Ned Kelly
- Michaela Cantwell in Rain Shadow
- Barbara Treutelaar in Una vita da vivere
- Andrea Moar in Rituals

### Serie Animate
- Crili in Dragon Ball (ep. 100-153), Dragon Ball Z (ep. 1-199), Dragon Ball GT (ep. 44, da giovane), Dragon Ball Super (ep. 16, da giovane)
- Fanfan in Dragon Ball
- Dercori in Dragon Ball Super
- Doremì Harukaze in Magica Doremì, Ma che magie Doremì, Doredò Doremi, Mille magie Doremi e Magica Magica Doremì
- Harley Quinn (1ª voce) e Zatanna in Batman[2]
- Harley Quinn in Batman - Cavaliere della notte (2ª voce)[3], The Batman[4]
- Goby (2°voce) in Bubble Guppies
- Patty in Maple Town - Un nido di simpatia e Evviva Palm Town
- Arabelle, Bellmer, Kodama, Makino (2ª voce), Monkey D. Rufy (da bambino, 3ª voce), Nico Olvia, Zodabata, Shiraoshi e Pudding in One Piece
- Alina, Alisa, Camilla, Gaia, Giusy, Irene, Lilian, Manuela, Rosemary "Bloody Mary" Moore in City Hunter
- Miriam, Berchierite, Lady Nera e Zachar (2^ voce) in Sailor Moon - La luna splende
- Elena, Rosa, Figlia della strega e Ondina in Le fiabe son fantasia
- Lorna, Sara e Miss Langtree in Over the Garden Wall - Avventura nella foresta dei misteri
- Irondella, Principe Fileo e Spicy in Luna principessa argentata
- Lucas, Marco Polo e Simone in Flint a spasso nel tempo
- Brook e Lotus in Yu-Gi-Oh! Zexal
- Dora e Maria in La leggenda di Hikari
- Kiki in I Cavalieri dello zodiaco (ep. 10-47), I Cavalieri dello zodiaco - Saint Seiya - Hades, Saint Seyia - I Cavalieri dello zodiaco (serie 2019)
- Tisifone da bambina in I Cavalieri dello zodiaco
- Colette e Gatsu bambino in Berserk
- Madre di Milly e Sophie in Milly - Un giorno dopo l'altro
- Madre di Terry e Maggie in È un po' magia per Terry e Maggie
- Dorina in Lo Specchio Magico
- Cinzia in Memole dolce Memole
- Jessie in Lovely Sara
- Simon in Alvin rock 'n' roll
- Joey in Denny
- Pico in Sandy dai mille colori
- Aja Leith in Jem
- Nancy in Pollyanna
- Sabrina/Madoka Ayukawa in È quasi magia Johnny/Capricciosa Orange Road (ed. Mediaset) e negli OAV
- Lady Jaye in G.I. Joe: A Real American Hero
- Damya in Principessa dai capelli blu
- Neronda in Lady Lovely
- Pepito in Dolceluna
- Mary in F - Motori in pista
- Sally in Diventeremo famose
- Francis in Tazmania
- Manuela in A tutto gas
- Mimì in Cantiamo insieme
- Marianna in All'arrembaggio Sandokan!
- Dada in Moominland, un mondo di serenità
- Ken in Mary Bell
- Arnold Perlstein in Allacciate le cinture! Viaggiando si impara
- Viluy in Sailor Moon e il cristallo del cuore
- Benji in Tutti in viaggio verso Pandalandia
- Stasia in Il paradiso delle dee
- Arslan da bambino in La leggenda di Arslan
- Natali/Action-3 in Action Man
- Nicole in Pennellate di poesia per Madeline
- Annie in Un fiocco per sognare, un fiocco per cambiare
- Besubesu in Sailor Moon e il mistero dei sogni
- Jinny Golding in Piccoli problemi di cuore
- Mina in Alé alé alé o-o
- Giannina in Cenerentola
- Verdi in Mille note in allegria con la Mozart Band
- Magà in Un alveare d'avventure per l'ape Magà
- Piripicchio in Una porta socchiusa ai confini del sole
- Cupido in Cupido pizzica cuori
- Andrea in Tra le onde del lago incantato
- Naga in Slayers - Storie di specchi, chimere e mammoni
- Agente Jenny in Pokémon: Johto League Champions
- Perry "Pi" McDonald in Sabrina
- Yumi in Temi d'amore fra i banchi di scuola
- Rossana (parte parlata) in Rossana
- Ryoko in Area 88
- Douglas E. Mordecai III in Il laboratorio di Dexter
- Filiberto in Filiberto il tigrotto
- Lucrezia Noin in Gundam Wing
- Jim Bottone in Jim Bottone
- Nikky in Supermodels
- Hamtaro in Hamtaro
- Milly/Millennium Feria Nocturne in Lost Universe
- Gerolamo in Let's & Go - Sulle ali di un turbo
- Marie Yvonne Tudor in Mille emozioni tra le pagine del destino per Marie Yvonne
- Luna negli OAV de I cinque samurai
- Milo Oblong in The Oblongs
- Angelina in Angelina ballerina
- Sydney Poindexter in Danny Phantom
- Lucille in Pirati si nasce
- Mabot e Cecilia in Mirmo!!
- Miki in Borgman 2030
- Natsue Awayuki in Pretear - La leggenda della nuova Biancaneve
- Hay Lin in W.I.T.C.H.
- Reika in Aquarion
- Emma in Celestin
- Mikoto Uchicha e Kujaku in Naruto
- Koyuki Azumaya in Keroro
- Burdine Maxwell in Bratz
- Susan Test in Johnny Test
- LanHua in Mermaid Melody - Principesse sirene
- Corona in Spider Riders
- Willow Ferixon in Un pizzico di magia
- Ally in Iron Kid
- Giulietta in Romeo × Juliet
- Alice Gehabich in Bakugan - Battle Brawlers
- Sherry LeBlanc in Yu-Gi-Oh! 5D's
- Miss. Fluffé in Best Ed
- Miki in Angel's Friends
- Geo in Team Umizoomi
- Emma in Stoked - Surfisti per caso
- Yuu Inagawa in Comic Party
- Ima in Cuccioli cerca amici - Nel regno di Pocketville
- Ruby in Jewelpet
- Ling in Mila e Shiro - Il sogno continua
- Gerty in Pic Me
- Fior di Rovo in Storie per bambini
- Baku in Eto Rangers
- Regina Silver in Rangers delle galassie
- Unipuma in Dominion Tank Police
- Musika in Robotech Sentinels
- Vanessa in Fortezza superdimensionale Macross
- Pilota in Kiko soseiki Mospeada
- Queen Of Hearts in Ever After High
- Sylvia Woods in Inazuma Eleven GO: Galaxy
- Miki in Shugo Chara - La magia del cuore
- Giulio Coniglio in Giulio Coniglio
- Sachippe in Godannar
- Tomoko Shiretoko (1ª voce) in My Hero Academia
- Madoka Oze in Fire Force
- Senku Ishigami (da bambino) e Garnet in Dr. Stone
- Lamù negli OAV di Lamù[5]
- Avocado in Lucas the Spider[6]
- Madre di Lamù in Lamù e i casinisti planetari - Urusei Yatsura[7]
- Barnaby in Lu e la Banda Birbante[8]

### Videogiochi
- Harley Quinn in Batman: Arkham Asylum (2009),[9] Batman: Arkham City (2011),[10] Batman: Arkham Origins (2013),[11] Batman: Arkham Knight (2015)[12] e Injustice 2 (2017)[13]
- Tilley "Till" Anderson in Starhawk (2012)[14]
- Asheara e Larra in Diablo III (2012)[15]
- Kaniehti:io in Assassin's Creed III (2012)[16]
- Jenny in The Darkness II (2012)[17]
- Ysera in World of Warcraft e Hearthstone (2015)[18]
- Zagara, Custode dei segreti e Maga del Kirin Tor in Hearthstone (2015)[18]
- Holly Tanaka in Halo 5: Guardians (2015)[19]
- Vorazun e Zagara in Starcraft II - Legacy of the Void (2015)[20]
- Moira in Overwatch (2016)[21] e Overwatch 2 (2022)[22]
- Lena Rosewyn in Dishonored: La morte dell'Esterno (2017)[23]
- Olivia Durant in Call of Duty: World War II (2017)[24]
- Superbia in Darksiders III (2018)[25]
- Annette Birkin in Resident Evil 2 (2019) e Resident Evil: Resistance (2020)
- Maria Hill in Marvel's Avengers (2020)[26]
- Connie Robinson in Watch Dogs: Legion (2020)[27]
- Rosta, Tekla e Goneril in Assassin's Creed: Valhalla (2020)[28]
- Meredith Stout in Cyberpunk 2077 (2020)[29]
- Shira Guttman in Outriders (2021)[30]
- Madre Miranda in Resident Evil Village (2021)
- Asheara e contessa in Diablo II: Resurrected (2021)[31]
- Mamma Orso e Sig.ra Gazzella in My Friend Peppa Pig (2021)[32]
- Eloise in Final Fantasy XVI (2023)[33]
- Sevati "Sev" Dumas in Call of Duty: Black Ops 6 (2024)[34]

### Programmi televisivi
- Voce ufficiale dei promo della rete TV La5 (dal 2010)
- Voce dei promo di Canale 5 (2020-2021)

## Discografia
- Hamtaro - Piccoli criceti, grandi avventure